# Joseph Schrijvers

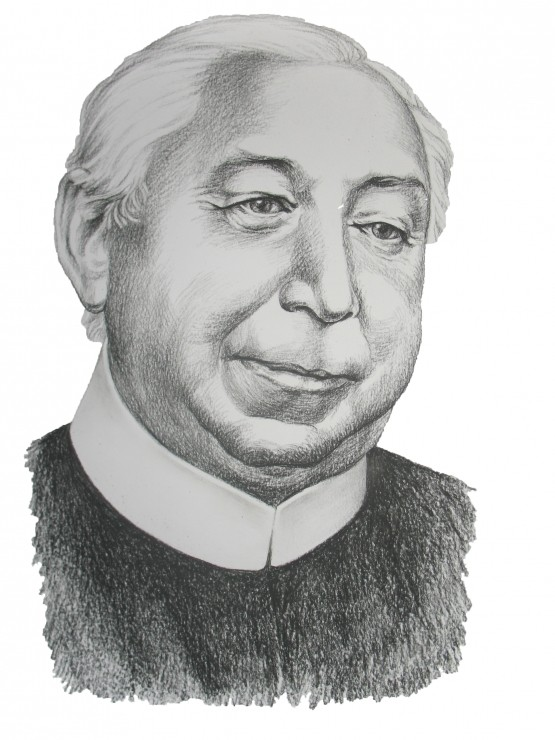
Joseph Schrijvers

Joseph Schrijvers (nascido em 19 de dezembro de 1876 em Zutendel, falecido em 4 de março de 1945 em Roma) - Redentorista belga e escritor ascético  de nacionalidade flamenga.

## Biografia
Ele nasceu em 1876 em Zutendel, na província de Limburgo, Bélgica. Ele se formou na escola secundária no Colégio de São José em Hasselt. Em 1894 ele se juntou aos Redentoristas. No mesmo ano completou o noviciado em Sint-Truiden. Em 1895 ele fez seus votos perpétuos. Ele foi ordenado em 2 de outubro de 1900, após graduar-se em filosofia e teologia em Beauplateau, Bélgica. Nos anos 1902-1913 foi professor de filosofia lá e prefeito espiritual dos escolásticos. Em 1913, a pedido do metropolita Andrzej Szeptycki, veio para a Galícia ucraniana, onde fundou a primeira casa redentorista de rito ucraniano. Ele permaneceu na Ucrânia até 1933. Naquela época, foi também visitador apostólico na Ucrânia, Canadá, Estados Unidos e em 1932 no Brasil. Em 1933 Foi nomeado provincial dos Redentoristas Belgas e, em 1936, foi o conselheiro geral do reitor  .
Ele foi o autor de muitas publicações, principalmente sobre temas ascéticos. Eles foram traduzidos para muitos idiomas. Suas obras totalizaram 150 edições, 600.000 cópias  .

## Obras
- Les Principes de la vie spirituelle (1912),
- La Bonne Volonté (1913),
- Le Don de soi (1918),
- Le Divin ami (1922),
- Ma mère (1925),
- Les Âmes confiantes (1930),
- Le Message de Jésus à son Prêtre (1932)
- Notre Père qui êtes aux cieux (1942).